# Yago César
Yago César da Silva (Taboão da Serra, 26 maggio 1997) è un calciatore brasiliano, attaccante dell'FC Anyang.

## Caratteristiche tecniche
È un'ala destra.

## Carriera
Cresciuto nelle giovanili dell'Atlético Paranaense, ha esordito il 17 luglio 2016 in occasione di un match pareggiato 1-1 contro il Vitória.

## Statistiche

### Presenze e reti nei club
Statistiche aggiornate al 17 marzo 2018.
| Stagione        | Squadra             | Campionato      | Campionato | Campionato | Coppe nazionali | Coppe nazionali | Coppe nazionali | Coppe continentali | Coppe continentali | Coppe continentali | Altre coppe | Altre coppe | Altre coppe | Totale | Totale | Totale |
| Stagione        | Squadra             | Comp            | Pres       | Reti       | Comp            | Pres            | Reti            | Comp               | Pres               | Reti               | Comp        | Pres        | Reti        | Pres   | Reti   |        |
| --------------- | ------------------- | --------------- | ---------- | ---------- | --------------- | --------------- | --------------- | ------------------ | ------------------ | ------------------ | ----------- | ----------- | ----------- | ------ | ------ | ------ |
| 2016            | Atlético Paranaense | A1/PR+A         | 0+6        | 0          | CB              | 0               | 0               |                    | -                  | -                  |             | -           | -           | 6      | 0      |        |
| 2017            | Atlético Paranaense | A1/PR+A         | 12+3       | 0          | CB              | 0               | 0               | CL                 | 0                  | 0                  |             | -           | -           | 15     | 0      |        |
| 2017            | Juventude           | PD/RS+A         | 0+16       | 1          | CB              | 2               | 0               |                    | -                  | -                  |             | -           | -           | 18     | 1      |        |
| 2018            | Atlético Paranaense | A1/PR+A         | 14+0       | 0          | CB              | 0               | 0               | CS                 | 0                  | 0                  |             | -           | -           | 14     | 0      |        |
| Totale carriera | Totale carriera     | Totale carriera | 51         | 1          |                 | 2               | 0               |                    | 0                  | 0                  |             | -           | -           | 53     | 1      |        |

## Palmarès

### Club

#### Competizioni nazionali
- K League 2: 1

Anyang: 2024

#### Competizioni statali
- Campionato Paranaense: 1

Atlético Paranaense: 2016